# Монревель, Никола-Огюст де Лабом
Никола-Огюст де Лабом (фр. Nicolas-Auguste de la Baume; 23 ноября 1645, Париж — 11 октября 1716, Париж), маркиз де Монревель — французский военачальник, маршал Франции, известный, как маршал де Монревель.

## Биография
Младший сын Фердинана де Лабома, графа де Монревеля, и Мари Олье де Нуантель.
Первоначально именовался шевалье де Монревелем. Воспитывался при дворе вместе с детьми Анри де Лоррена, графа д'Аркура. После смерти старшего брата, Шарля-Франсуа де Лабома, маркиза де Сен-Мартена, 13 мая 1666 получил его роту в кавалерийском полку Королевы. Вскоре из-за дуэли, состоявшейся в Лионе, был вынужден покинуть королевство, и 20 июня был отстранен от должности.
Вернулся во Францию в 1667 году. Служил во время осады Турне, взятого 24 июня, Ла-Капели, 25-го, Дуэ, сдавшегося 6 июля, цитадели Куртре 18-го и Ауденарде, сдавшегося 31-го. 15 августа был назначен капитаном полка генерал-полковника кавалерии, отличился при осаде Лилля, взятого королем 27 августа, и разгроме принца де Линя и графа де Маршена 31-го.
В 1668 году во главе своего полка атаковал вражеский конвой, продвигавшийся по мосту Эспьер, и был опасно ранен выстрелом из мушкета в ляжку.
В 1672 году служил под командованием маршала Тюренна при осадах и взятии Бюрика (3 июня), Рееса (8 июня) и переправе через Рейн (12 июня), во время которой получил несколько ранений, в том числе сабельный удар в лицо. Был при взятии Нимвегена 9 июля, Грава 14-го, острова и города Боммел 26 сентября.
1 марта 1673, после отставки шевалье де Ларошфуко, назначен кампмейстер-лейтенантом Орлеанского кавалерийского полка. Служил в Голландии под командованием маршала Люксембурга при осаде Маастрихта, взятого королем 29 июня.
Под командованием принца Конде сражался 11 августа 1674 в битве при Сенефе, и участвовал в деблокировании Ауденарде, осажденного принцем Оранским.
После отставки отца приказом, данным 22 февраля 1675 в Сен-Жермен-ан-Ле, назначен генеральным наместником Бресса, Бюже, Вальроме и Шароле. В том же году участвовал в осаде Лимбурга, сдавшегося 21 июня. 29 августа получил Королевский полк, отставлен от командования Орлеанским полком, и закончил кампанию в Германии, где разгромил отряд противника и взял в плен командира.
В 1676 году служил под командованием герцога Орлеанского при осадах Конде, взятого 26 апреля, Бушена, сдавшегося 11 мая, Эра, взятого 31 июля, затем двинулся на помощь Маастрихту, принудив принца Оранского снять осаду.
Патентом от 25 февраля 1677 произведен в бригадиры армий короля. Участвовал в осадах Валансьена, взятого королем 17 марта, Камбре, сдавшегося королю 5 апреля, и его цитадели, взятой королем 17-го. 11 апреля сражался при Касселе, затем двинулся против Сент-Омера, сдавшегося 20-го.
22 июля 1677, после смерти Лакардоньера, назначен генеральным комиссаром кавалерии, отставлен от командования Королевским полком. Внес вклад в деблокирование Шарлеруа (14 августа), осажденного принцем Оранским, и взятие Сен-Гилена 11 декабря.
В 1678 году служил при осадах города Гента, сдавшегося 9 марта, цитадели, капитулировавшей 12-го, и Ипра, взятого 25-го. Затем стал командиром кавалерии в Германской армии маршала Креки, сражался при Рейнфельде 6 июля и преследовании герцога Лотарингского 23-го.
В июле 1679 отставлен от наместничества в Брессе.
5 апреля 1684 назначен командующим кавалерией в армии маршала Креки, и участвовал в осаде Люксембурга, сдавшегося 4 июня.
24 августа 1688 произведен в лагерные маршалы, в сентябре отставлен от должности генерального комиссара кавалерии.
1 марта 1689 назначен во Фландрскую армию маршала д'Юмьера, 27 августа участвовал в проигранной французами битве при Валькуре. 1 июля 1690 под командованием маршала Люксембурга сражался против войск князя фон Вальдека в битве при Флёрюсе.
В 1691 году участвовал в осаде Монса, взятого 9 апреля, и битве при Лёзе 18 сентября, в 1692 году — в осаде Намюра, сдавшегося королю 5 июня, замка, павшего 30-го, и отличился в битве при Стенкерке 3 августа.
30 марта 1693 произведен в генерал-лейтенанты армий короля, служил в Мозельской армии Монсеньора, затем командовал отдельным корпусом. Приказом от 29 октября на зимний период назначен командующим в междуречье Лиса и Шельды.
В 1694 году командовал отдельным корпусом во Фландрии; 2 ноября назначен на зиму командующим в Турне и Монсе. В 1695 году служил под командованием маршала Вильруа при бомбардировке Брюсселя 13—15 августа. В 1696 году воевал в той же армии, и приказом от 26 октября назначен на зиму командовать в Сен-Гилене и Куртре.
20 января 1697, после смерти маркиза де Монталя, назначен губернатором Монруайяля. Участвовал в осаде Ата, сдавшегося 5 июня.
3 июня 1701 определен в Нидерландскую армию маршала Буфлера, занял Льеж, которым намеревались овладеть голландцы. 25 октября назначен на зиму командующим на Маасе и в герцогствах Лимбург и Люксембург.
21 апреля 1702 назначен во Фландрскую армию герцога Бургундского и маршала Буфлера, отбросил голландскую армию до ворот Нимвегена, куда она в беспорядке отступила 11 июня, потеряв 1200 человек.
14 января 1703 в Версале произведен в чин маршала Франции; принес присягу 21-го. 31-го назначен командующим в Лангедоке, и 24 апреля принял командование войсками. 5 апреля 1704 переведен на должность командующего в Гиени. Перед отбытием к месту нового назначения 16 апреля нанес поражение севеннским мятежникам-кальвинистам, убив 800 человек.
2 февраля 1705 пожалован в рыцари орденов короля.
Сформировал в Гиени драгунский полк, получивший название Гиеньского. 27 мая назначен кампмейстером, и был отставлен от этой должности в сентябре 1707.
В 1716 году отставлен от командования в Гиени, и 26 апреля назначен командующим в Эльзасе и Франш-Конте.

## Семья
1-я жена (1665): Изабо де Вера де Полиан, дама де Кюизьё, дочь Жана де Вера, сеньора де Полиан, и Изабель де Сен-Жиль, вдова Огюста де Форбена, маркиза де Солье, и Армана де Крюссоля, графа д'Юзеса. Брак бездетный
2-я жена (1688): Жанна-Эме де Рабоданж (ум. 25.02.1722), вдова Бенедикта-Франсуа Рукселя, маркиза де Грансе, шефа эскадры морских армий. Брак бездетный